# Coscinocera hercules
Bướm đêm Hercules (Coscinocera hercules) là một loài bướm đêm thuộc họ Saturniidae, đặc hữu của New Guinea và miền bắc Úc.
It has a wingspan of ca. 27 cm nó là loài bướm đêm lớn nhất Úc, và là một trong các loài bướm đêm lớn nhất thế giới.
Ấu trùng ăn Polyscias elegans, Glochidion ferdinandi, Dysoxylum muelleri, Black Cherry, Timonius rumphii, nhưng cũng ăn các loài cây khác trong điều kiện nuôi nhốt.

## Hình ảnh

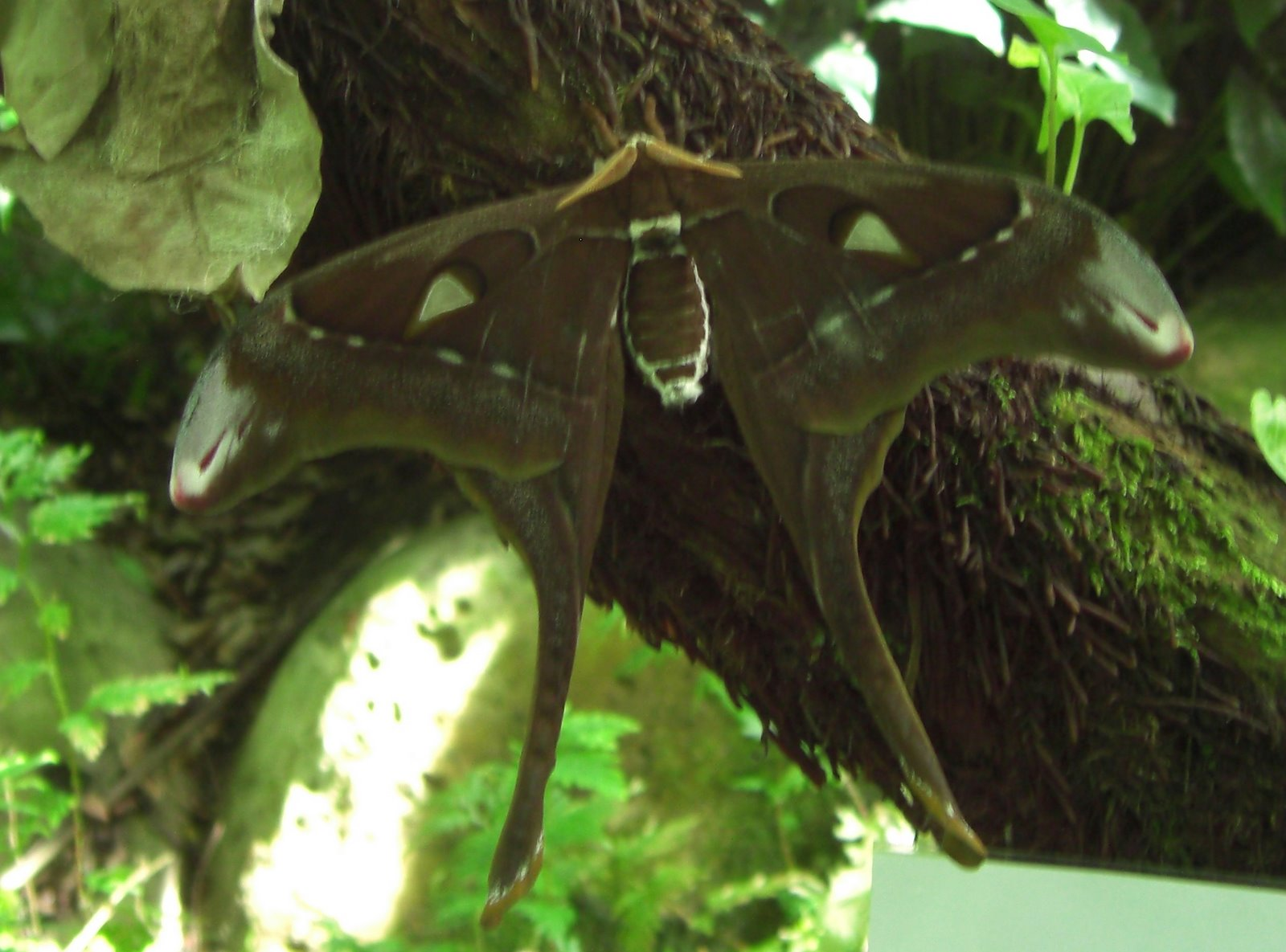
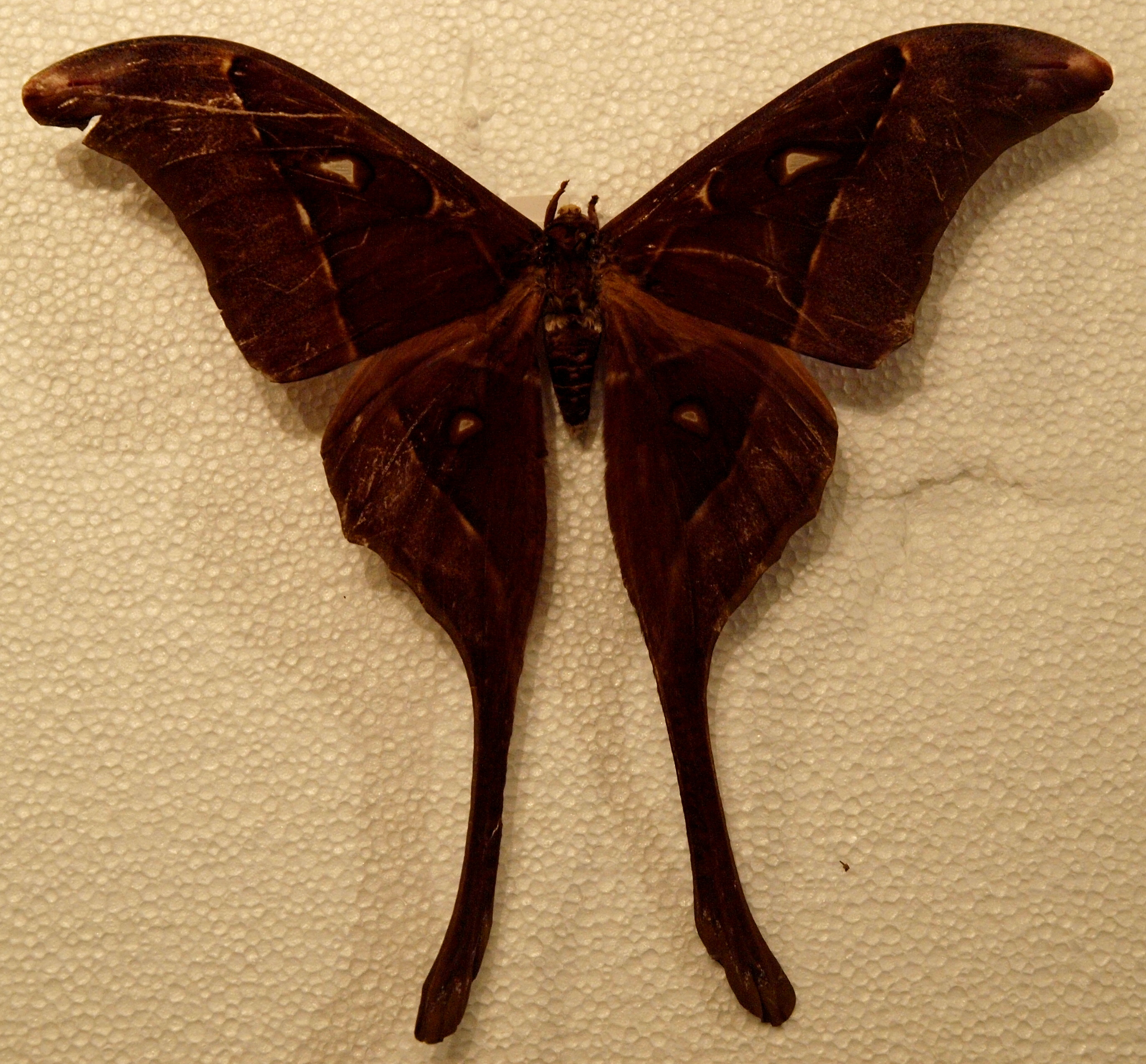
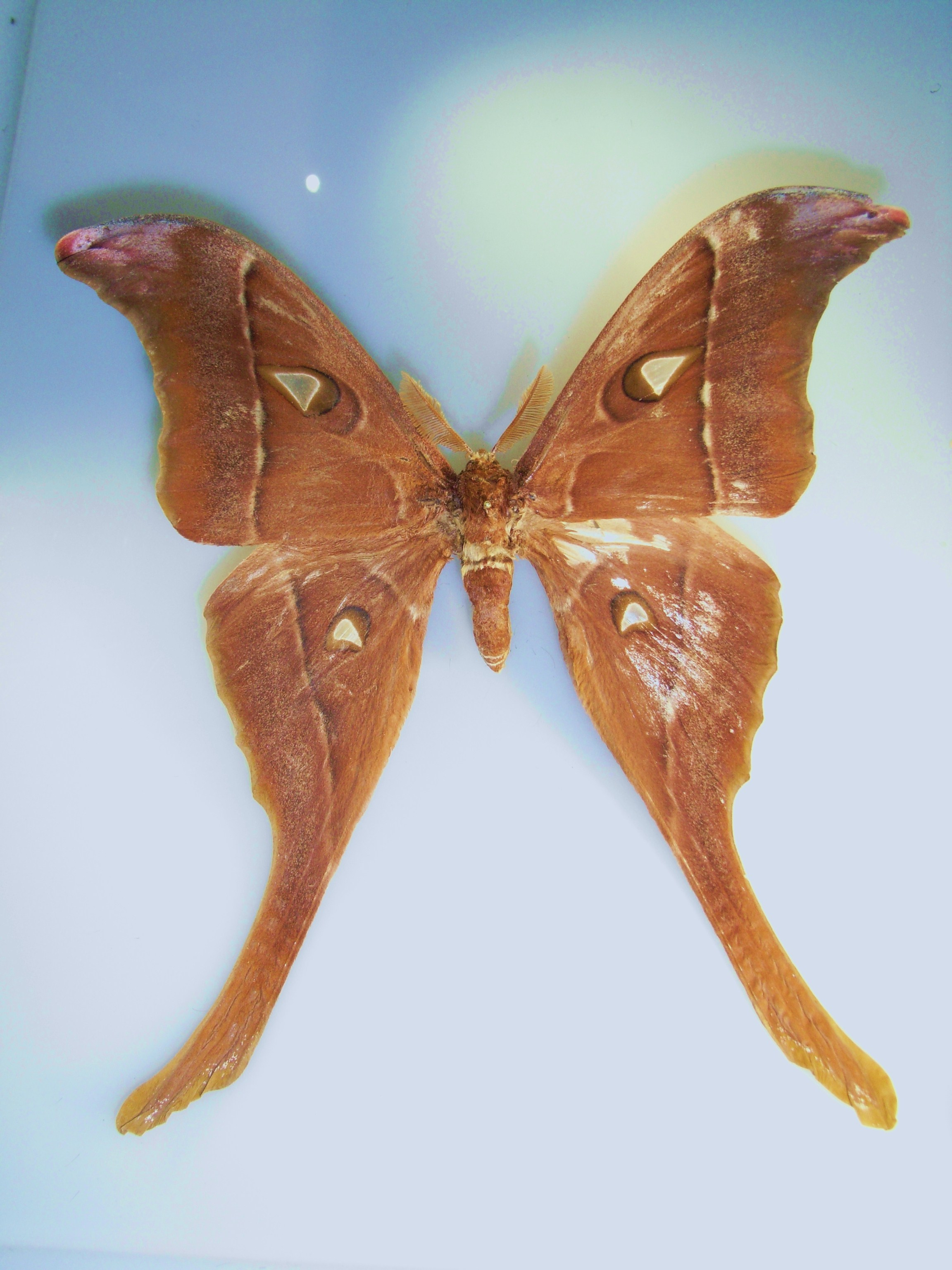
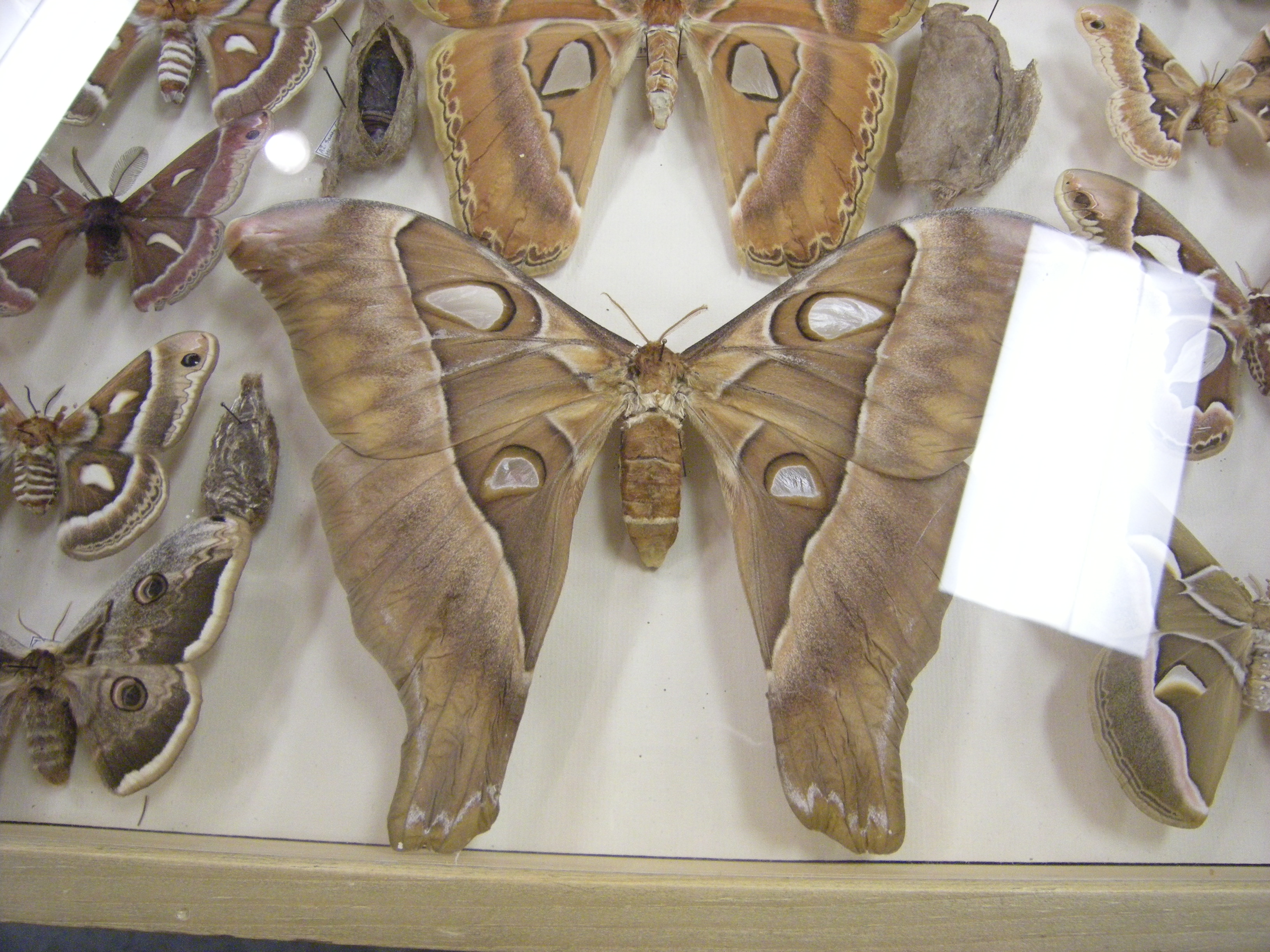

## Liên kết ngoài

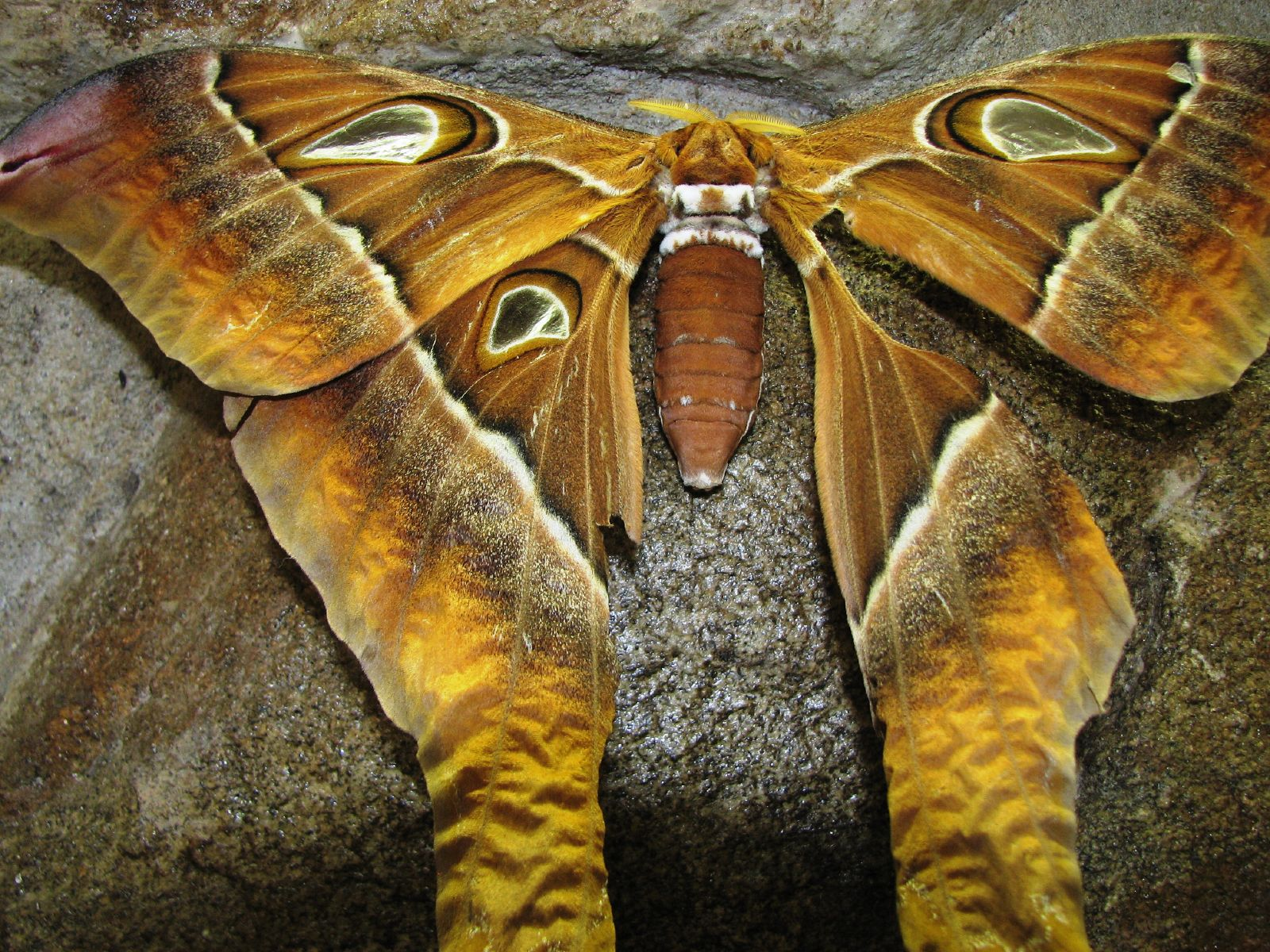
Female